# Глазер, Альбрехт
Альбрехт Хайнц Эрхард Глазер (нем. Albrecht Heinz Erhard Glaser; род. 8 января 1942 в городе Вормс) — немецкий консервативный политик.

## Биография
С 1970 года член ХДС.
С 1980 по 1987 мэр коммуны Вальдброн, прежде занимал аналогичную должность в городе Бреттен.
С 1988 по 1995 первый консул (нем. Erster Beigeordneter) Союза земельных районов и городов районного значения федеральной земли Гессен.
С 1997 по 2002 годы казначей Франкфурта на Майне. С его именем связывают оказавшиеся в перспективе рекордно убыточными вложения города в спекулятивные фонды. Убытки оценивают в 50 миллионов евро. Сам обвал произошёл в ходе финансового кризиса 2007—2008 годов — Глазер указывает, что ответственные к тому моменту лица могли распродать фонды в конце 2007 года, то есть при исторически высочайшем индексе Немецкой фондовой биржи.
С 2002 по 2007 годы возглавлял компанию, занимающуюся жилищным строительством и жилищным управлением.
В 2012 году вышел из ХДС и стал одним из основателей партии АдГ.
После парламентских выборов 2017 года был выдвинут на пост заместителя президента Бундестага. Критики из рядов СДПГ, СвДП, Зелёных и Левой партии Германии отвергают его кандидатуру, обосновывая это тем, что Глазер ставил под сомнение свободу вероисповедания для мусульман и утверждал, что ислам является не религией, а политической идеологией. По состоянию на 25 октября 2017 года кандидатура Глазера была трижды представлена к голосованию и трижды отклонена; АдГ планирует вновь представить его кандидатуру.
В июне 2024 года он был в числе четырех депутатов от АдГ, которые остались в зале и слушали речь Зеленского в немецком Бундестаге.
11 января 2025 года АдГ приняла предвыборный манифест на конференции в городе Риза в Саксонии. Глазер предложил включить в документ пункт, осуждающий полномасштабное вторжение войск РФ в Украину. При этом 69% делегатов проголосовали против.